# Платибелодони
Платибелодоните (Platybelodon) са род големи тревопасни бозайници, родствени със слона (разред Хоботни). Живели са в средата на миоцена в Африка, Азия и Кавказ преди около 15 – 4 милиона години. Въпреки че са процъфтявали по времето си, не са оцеляли след миоцена.

## Палеобиология
Досега се смяташе, че платибелодонът се е хранил в блатистите райони на тревисти савани, използвайки зъбите си за изгребване на водна и полуводна растителност. Моделите на износване на зъбите предполагат, че той е използвал долните си бивни, за да отстрани кората от дърветата, и може би е използвал острите си резци, които образуват по ръба„лопата“, по-скоро като съвременна коса, хващаща клони със своя хобот и търкайки ги върху долните зъби, за да ги отреже от дървото. Възрастните животни биха могли по-често да ядат по-груба растителност спрямо младите.

## Видове
- Platybelodon danovi Borissiak, 1928
- Platybelodon grangeri Osborn, 1929
- Platybelodon loomisi (Barbour, 1929)
- Platybelodon barnumbrowni (Barbour, 1931)

## Галерия
- Реконструкция на P. grangeri и сравнение с размера
- Остаряла възстановка на P. grangeri като обитател на блата
- Череп на P. grangeri
- Скелет